# Lanny & Wayne - Missione Natale
Lanny & Wayne - Missione Natale (Prep & Landing) è uno speciale televisivo d'animazione statunitense del 2009 scritto e diretto da Stevie Wermers e Kevin Deters. Basato su un soggetto di Chris Williams, fu prodotto dalla Walt Disney Animation Studios e andò in onda per la prima volta l'8 dicembre 2009 sulla ABC.
Lo speciale ebbe un buon successo di pubblico e di critica, vinse tre Annie Award e tre Primetime Emmy Awards e diede origine a una serie di altri cortometraggi televisivi con gli stessi protagonisti.

## Trama
Wayne, un elfo di Natale, fa parte di un'organizzazione d'elite conosciuta come "Controllo e Atterraggio", il cui compito è quello di preparare milioni di case in tutto il mondo per la visita di Babbo Natale. Dopo aver lavorato con la "Controllo e Atterraggio" per 227 anni, Wayne si aspetta una promozione. Invece, il suo ex compagno e tirocinante, Peterson, ottiene la promozione, e a Wayne viene presentato Lanny, un'altra recluta che Wayne deve allenare.
Wayne è ancora amareggiato per la promozione, e decide di comportarsi male durante una missione. Egli permette a Lanny di fare tutto il lavoro, con risultati disastrosi. Nel frattempo, Babbo Natale viene informato in pieno volo di una massiccia tempesta di neve, e che Wayne e Lanny non hanno ancora finito di preparare la casa. Gli viene detto di annullare lo sbarco, il che non è mai successo prima; i due elfi promettono di fare la pace per Timmy, un bambino che vive nella casa. Wayne e Lanny scoprono che la deviazione è stata una decisione definitiva, ma dopo aver sentito Timmy ringraziarli nel sonno, Wayne decide di risolvere il problema. Egli chiama Babbo Natale, dicendogli che doveva atterrare a casa di Timmy. Wayne e Lanny poi lavorano insieme per permettere a Babbo Natale di atterrare sul tetto di Timmy. La mattina di Natale, Babbo Natale mostra a Wayne che Timmy ha avuto un buon Natale. Babbo Natale offre una promozione a Wayne, ma lui la rifiuta, così da poter lavorare con Lanny.

### Personaggi
- Wayne: il protagonista. Ha lavorato per anni nella "Controllo e Atterraggio" e non vedeva l'ora di essere promosso a direttore del Dipartimento Lista dei Cattivi, ma rimane con Lanny per addestrarlo come suo partner. Il suo nome in codice è "Tamburino". È doppiato in inglese da Dave Foley e in italiano da Massimiliano Manfredi.
- Lanny: una recluta della "Controllo e Atterraggio" eccessivamente entusiasta, viene assegnato a Wayne perché lo addestri. Ammira Wayne, essendo il suo più grande fan. Il suo nome in codice è "Ghirlanda". È doppiato in inglese da Derek Richardson e in italiano da Stefano Crescentini.
- Magee: la coordinatrice del centro di comando della vigilia di Natale del Polo Nord (NPCECCC) per il volo di Babbo Natale. Si pente di non essere rimasta al reparto Progettazione Giocattoli a causa del forte stress che comporta il suo lavoro. Il suo nome in codice è "Jingle Belle". È doppiata in inglese da Sarah Chalke e in italiano da Georgia Lepore.
- Il Principale (The Big Guy), ovvero Babbo Natale. Il suo nome in codice è "Piccione", mentre "Grondaia" è la sua slitta (in volo), così il messaggio in codice "Il piccione è nella grondaia" significa che Babbo Natale è nella slitta. Il suo volto non viene mai inquadrato. È doppiato in inglese da William Morgan Sheppard e in italiano da Renato Mori.
- Timmy Terwelp: un ragazzino eccitato che fa amicizia con Wayne prima di essere rimesso a letto solo pochi secondi dopo. È doppiato in inglese da Mason Vale Cotton e in italiano da Tito Marteddu.
- Fulmine e Ballerina (Dasher e Dancer): le renne principali di Babbo Natale. Il loro nome in codice, insieme alle altre sei renne, è "Capelli d'Angelo", cosa che Fulmine detesta. Sono doppiati in inglese rispettivamente da Nathan Greno e David DeLuise.
- Sigfrido (Thrasher): cugino aggressivo di Cupido e renna della "Controllo e Atterraggio". Secondo Lanny, Sigfrido è una leggenda per coloro che sono al di fuori dell'organizzazione. È doppiato in inglese da Hayes MacArthur e in italiano da Leslie La Penna.
- Scricciolo (Tiny): assistente di Magee nel centro di comando, è talmente basso che il suo volto non viene mai inquadrato, e non parla mai. Wayne allude al fatto che avrebbe una relazione con Magee.
- Waterkotte: controllore del parcheggio al polo nord. È doppiato in inglese da Peter Jacobson e in italiano da Giorgio Lopez.
- Signorina Agrifoglio (Miss Holly): assistente e segretaria di Babbo Natale. È doppiata in inglese da Kasha Kropinski e in italiano da Ilaria Latini.

## Produzione
Lanny & Wayne - Missione Natale era stato originariamente proposto dal regista Chris Williams come cortometraggio per il relativo programma appena riaperto alla Walt Disney Animation Studios. Apprezzando l'idea, John Lasseter pensò che avrebbe funzionato meglio come speciale televisivo. I dirigenti della ABC, desiderosi di ripetere il successo dello speciale del 2007 della DreamWorks Animation Shrekkati per le feste, approvarono il progetto.
Williams, dopo aver esordito come regista nel cortometraggio Glago's Guest, fu assegnato alla direzione del lungometraggio Bolt - Un eroe a quattro zampe. Lo speciale continuò la produzione sotto il controllo dei registi Stevie Wermers e Kevin Deters.

## Distribuzione
La trasmissione dello speciale era prevista il 1º dicembre 2009 sulla ABC, ma un discorso tenuto dal presidente Barack Obama alla United States Military Academy la ritardò di una settimana, all'8 dicembre. Il giorno dopo fu pubblicato su disney.com insieme a un cortometraggio di un minuto intitolato La grande avventura di Scricciolo.

### Edizione italiana
L'edizione italiana dello speciale fu trasmessa il 18 dicembre 2009 su Rai 2. Il doppiaggio italiano è stato eseguito dalla Royfilm e diretto da Leslie La Penna su dialoghi di Luigi Calabrò.

### Edizioni home video
Lo speciale fu distribuito in DVD-Video il 9 novembre 2011 in Italia e il 22 novembre in America del Nord; come extra sono inclusi La grande avventura di Scricciolo, il sequel Lanny & Wayne - Operazione Babbo Natale e alcune clip animate sugli elfi di Babbo Natale. Il 6 novembre 2012 fu distribuito in America del Nord in una nuova edizione DVD e Blu-ray Disc insieme al terzo speciale Lanny & Wayne - Buoni vs. cattivi, con gli stessi extra dell'edizione precedente.

## Accoglienza
Lanny & Wayne - Missione Natale ebbe un buon successo di pubblico venendo visto da circa 12,1 milioni di spettatori alla sua prima trasmissione.
Fu inoltre ben accolto dalla critica. Brian Lowry di Variety lo definì "sia divertente che abbastanza costantemente adorabile", apprezzando le varie gag e citazioni che lo renderebbero apprezzabile sia dai bambini che dagli adulti. Emily St. James di The A.V. Club notò delle somiglianze con i primi prodotti della Pixar, lodando l'interpretazione del cast vocale e concludendo che lo speciale "non è perfetto, ma riesce dove più conta: nel rendere i bambini ancora più entusiasti per il grande giorno".

## Riconoscimenti
- 2010 – Annie Award[10]
  - Miglior produzione televisiva
  - Miglior character design in una produzione televisiva a Bill Schwab
  - Miglior scenografia in una produzione televisiva a Andrew Edward Harkness
  - Candidatura alla miglior animazione dei personaggi in una produzione televisiva a Mark Mitchell
  - Candidatura alla miglior animazione dei personaggi in una produzione televisiva a Tony Smeed
  - Candidatura alla miglior colonna sonora in una produzione televisiva a Michael Giacchino
  - Candidatura alla miglior scenografia in una produzione televisiva a Mac George
  - Candidatura al miglior storyboarding in una produzione televisiva a Joe Mateo
  - Candidatura alla miglior sceneggiatura in una produzione televisiva a Stevie Wermers e Kevin Deters
- 2010 – Primetime Emmy Awards[11]
  - Miglior realizzazione individuale nell'animazione a Joe Mateo (storyboard)
  - Miglior realizzazione individuale nell'animazione a Andrew Edward Harkness (direzione artistica)
  - Miglior realizzazione individuale nell'animazione a Mac George (sfondi)
  - Miglior programma animato a Chris Williams, John Lasseter, Dorothy McKim, Stevie Wermers e Kevin Deters
  - Candidatura al miglior doppiatore a Dave Foley
- 2010 – Golden Reel Award
  - Candidatura al miglior montaggio sonoro in un cortometraggio animato televisivo a Bill R. Dean, Dane A. Davis, Marla McGuire, Stephen M. Davis, John Roesch, Alyson Dee Moore e David A. Whittaker
- 2010 – Premi Visual Effects Society[12]
  - Migliori effetti visivi in una miniserie, film o speciale televisivo a David Hutchins, Scott Kersavage, Dorothy McKim e Kee Nam Suong
  - Candidatura al miglior personaggio animato in un programma o pubblicità televisiva a Dave Foley, Mark Mitchell, Hidetaka Yosumi e Leo Sanchez Barbosa (per Wayne)

## Altri media
Una storia a fumetti di 8 pagine, intitolata Prep & Landing: Mansion Impossible, fu pubblicata il 16 novembre 2011 su Avengers n. 19, Marvel Adventures Super Heroes n. 20 e Marvel Adventures Spider-Man n. 20. Il fumetto racconta la storia di Wayne e Lanny che preparano la Avengers Mansion per la visita di Babbo Natale. È stato scritto da Kevin Deters e disegnato da Joe Mateo.

## Sequel
Un seguito della durata di 7 minuti, Lanny & Wayne - Operazione Babbo Natale, fu trasmesso sulla ABC il 7 dicembre 2010. Il secondo speciale di 22 minuti, Lanny & Wayne - Buoni vs. cattivi, fu trasmesso sulla ABC il 5 dicembre 2011. Un terzo speciale di mezz'ora, Prep & Landing: The Snowball Protocol, che verrà prodotto dalla Disney Television Animation, è stato annunciato al Festival internazionale del film d'animazione di Annecy 2024 e verrà distribuito nel 2025.